# Danielle Kwaaitaal
Danielle Kwaaitaal (Bussum, 1964) is een kunstenaar en fotografe uit Amsterdam.
Van 1984 volgt ze een opleiding patroontekenen aan de modeacademie Bijenvelt in Amsterdam. Na een audiovisuele opleiding aan de Rietveld Academie studeert zij in 1991 af met de serie Bodylogos. De fotografische opnamen van zichzelf monteert ze eerst handmatig en later met de computer. Haar serie 'The Five Senses' werd vervaardigd met de paintbox. In 1992 volgde haar eerste solo-expositie Bodyscapes in de Bloom Gallery in Amsterdam. Met haar digitaal bewerkte foto’s zocht zij de grenzen van de fotografie op. Het vrouwelijk lichaam, schoonheid en water zijn daarbij vaak het onderwerp.
In 1994 richtte ze zich als veejay op een jong publiek uit de house- en dancecultuur. Haar serie Bubbling '(1994) toont beelden bestaande uit lichaamsdelen die onderwater zijn gedompeld in samenspel met  luchtbelletjes.
Regelmatig werkt ze mee aan theaterperformances. Hiervoor reisde ze met haar koffer vol videotapes de wereld rond en trad op in clubs en galerieën. Zo was zij onder ander te zien op het Internationaal Filmfestival van Cannes en op Expo '98 in Lissabon. Na de millenniumwisseling richtte ze zich meer en meer op de beeldende kunst. 
In 2002 zit ze in de jury van de Prix de Rome voor fotografie. Begin 2003 verscheen haar eerste solo DVD HI&LO on tour. In 2004 maakt ze het onderwatersprookje FLO met Ellen ten Damme in de hoofdrol. De combinatie van fotografie en schilderkunst is een belangrijk uitgangspunt. Haar foto's worden zorgvuldig voor de camera geënsceneerd en soms digitaal bewerkt. 
Reclameopdrachten deed ze voor bedrijven als KPN en Sanex. Haar vrije werk is te zien in openbare ruimtes. Zo maakte ze panelen van levensgrote foto's van Marokkaanse en Nederlandse landschappen voor het nieuwe stadsdeelkantoor in Bos en Lommer. Voor de corridor tussen de B- en C-pier op Schiphol maakte ze Tracing Reality, een 450 m² grote compositie op glas.
Whispering Waters (2009) en Hidden Series (2012-2013) werden aangekocht door musea.
Haar werk is opgenomen in verschillende bedrijfs -en museumcollecties, waaronder het Stedelijk Museum, het Groninger Museum, Museum de Fundatie in Zwolle en het Elgiz Museum van Hedendaagse Kunst in Istanboel. 

## DVD
- Flo (2005)[7], BFD Home Entertainment, EAN 8713053008306
- NoTV (2003), EAN 5050582000931
- HI&LO on tour, (2003) EAN 5050582000931